# スナイパーフューリー
『スナイパーフューリー』（Sniper Fury）は、ゲームロフトが開発したファーストパーソン・シューティングゲーム。iOS、Android、Microsoft Windows、Windows Phone、Tizen、Steamにて配信されている。

## 概要
プレイヤーは世界一の腕を誇るスナイパーとして武器を使用しテロリストたちを排除する。
無料でインストール可能だが、アプリ内課金が存在する。

## ゲームプレイ

### 武器
武器の種類は3種類に分かれる。
スナイパー
遠距離射撃をする場合に用いられる。スナイパーミッションで使用。基本的にはPvP(後述)やバトルパック(ガチャ要素)などで手に入る設計図を手に入れることで入手する。ルビー(課金通貨)で手に入れることも可能。なぜかCATOとついた名前が多い。
アサルト
中距離射撃をする場合に用いられる。アサルトミッションで使用。入手方法はスナイパーと同じ。こちらもCATOとついた名前が多い。
エキゾチック
イベントで手に入る銃がこれに該当する。高威力のものが多いが容姿が変なものもある。
どの銃もアップグレードを行うことが可能。アップグレードにはキャッシュ(ゲーム内通貨)が必要であり、また一定間隔でゴールド(キャッシュとは別のゲーム内通貨)と作成パーツが要求される。作成パーツはPvP(後述)やバトルパック(ガチャ要素)、ミッションで取得可能。

### ミッション
一刻も早く平和を取り戻すため、世界一の腕を誇るスナイパーとして、武器を手に取り、敵を撲滅する。
ストーリー
メインミッション。1ステージ全5回。すべてクリアすると次のステージへ進行する。エネルギーを2個消費する。
スナイパー
スナイパーオンリーのミッション。エネルギーを1個消費する。
アサルト
アサルトオンリーのミッション。エネルギーを1個消費する。
コントラクト
キャッシュを稼ぐためのステージ。エネルギーを1個消費する。
スペシャルオプス
ストーリーをクリアすると、そのクリアしたステージにて出現する。隊員(後述)をミッションに派遣することにより、アイテムを獲得することができる。
| 番号   | 地域               | 備考   |
| ------ | ------------------ | ------ |
| 地域1  | ムルマンスク       |        |
| 地域2  | 上海               |        |
| 地域3  | ジャングル         |        |
| 地域4  | ドバイ             |        |
| 地域5  | ダム               |        |
| 地域6  | 航空母艦           |        |
| 地域7  | ワシントン         |        |
| 地域8  | 砂漠               |        |
| 地域9  | モスクワ           |        |
| 地域10 | キャッスル         |        |
| 地域11 | ビーチ             |        |
| 地域12 | 南極               |        |
| 地域13 | 東京               |        |
| 地域14 | モハーベ砂漠       |        |
| 地域15 | 月                 |        |
| 地域16 | ベニス             |        |
| 地域17 | バンガ―            |        |
| 地域18 | エジプト           |        |
| 地域19 | タイ               |        |
| 地域20 | 地下               |        |
| 地域21 | パイレーツコースト |        |
| 地域22 | バーチャル         |        |
| 地域23 | ワイルドウエスト   |        |
| 地域24 | 中世               |        |
| 地域25 | 未来都市           |        |
| 地域26 | ゴーストタウン     |        |
| 地域27 | アジアンガーデン   |        |
| 地域28 | スキーリゾート     |        |
| 地域29 | モガディシュ       | 未実装 |

### PvP
プレイヤーが別のプレイヤーの基地を攻撃する。PvPエネルギーを1個消費する。ルーム1では隊員やドローンが出現するので倒す(配置されていない場合もある)。ルーム2では敵プレイヤー(動かしているのはCPUである)を倒す。攻撃に成功すればゴールドが手に入る(手に入らない場合もある。獲得金額は事前に確認可能)。
これとは別にプレイヤーは自分の基地を防衛する必要がある。その時、隊員やドローンを配置することができる。隊員はバトルパックなどで入手可能。